# Seznam romunskih kardinalov
Seznam romunskih kardinalov.

## H
- Iuliu Hossu

## M
- Lucian Mureşan

## S
- Lörinc Schlauch

## T
- Alexandru Todea